# Fifi peau de pêche
Pour plus de détails, voir Fiche technique et Distribution.
Fifi peau de pêche (Every Day's a Holiday) est un film américain réalisé par A. Edward Sutherland et sorti en 1937.

## Synopsis
Au tournant du siècle à New York, l'escroc Peaches O'Day a des démêlés avec la justice pour avoir tenté de vendre le pont de Brooklyn mais Jim McCarey, un capitaine de police, l'aime assez pour la laisser partir avec une promesse de Peaches de quitter la ville.  Elle élabore un plan à la place avec le riche Van Doon et le majordome Graves pour se produire en tant que chanteuse, se faisant appeler Fifi, déguisée avec perruque noire.
Lorsque Quade, un chef de la police aux ambitions politiques, fait une passe à Fifi, il est repoussé. En colère, il ordonne la fermeture du club. Le capitaine McCarey refuse et devient le rival de Quade et finit par présenter contre lui à la mairie.
Avant de prononcer un discours au Madison Square Garden pendant la campagne, McCarey est kidnappé. Il s'échappe juste à temps et la publicité est utile à sa victoire électorale. Il s'avère que Peaches a tout planifié, ce qui a entraîné une relation amoureuse avec le nouveau maire de New York.

## Fiche technique
- Titre : Fifi peau de pêche
- Titre original : Every Day's a Holiday
- Réalisation : A. Edward Sutherland
- Scénario : Mae West
- Production : Emanuel Cohen
- Société de production : Emanuel Cohen Productions
- Société de distribution : Paramount Pictures
- Photographie : Karl Struss
- Cadreur : Sam Leavitt
- Montage : Ray Curtiss
- Musique : Leo Shuken (non crédité), George Stoll
- Direction artistique : Wiard Ihnen
- Costumes : Elsa Schiaparelli
- Chorégraphe : LeRoy Prinz
- Pays d'origine : États-Unis
- Format : Noir et blanc - 35 mm - 1,37:1 - Son : Mono (Western Electric Mirrophonic Recording)
- Genre : Comédie
- Durée : 80 minutes
- Dates de sortie :
  - États-Unis : 18 décembre 1937
  - France : 27 avril 1938

## Distribution
- Mae West : Peaches O'Day
- Edmund Lowe : Capitaine McCarey
- Charles Butterworth : Larmadou Graves
- Charles Winninger : Van Reighle Van Pelter Van Doon
- Walter Catlett : Nifty Bailey
- Lloyd Nolan : John Quade
- Louis Armstrong : Lui-même
- George Rector : Lui-même
- Herman Bing : Fritz Krausmeyer
- Roger Imhof : Trigger Mike
- Chester Conklin : Cabby
- Lucien Prival : Danny the Dip
- Adrian Morris : Henchman
- Francis McDonald : Henchman
- John Indrisano : Henchman